# 신거역
신거역(Singeo station, 新巨驛)은 경상북도 청도군 청도읍 신도리에 위치한 경부선의 철도역이다.
1일 1회 정차했던 대구 - 마산 경전선 통근열차가 폐지된 후, 현재 여객열차가 정차하지 않는다. 이 역 일대는 새마을 운동의 발상지로 알려져 있다.

## 연혁
- 1967년 6월 11일 : 새마을 운동 7차 사업으로 완공, 무배치간이역으로 영업 개시[1]
- 1970년 : 보통역으로 승격
- 1988년 : 역사 철거
- 2007년 6월 1일 : 여객 취급 중지

## 관련 문화
이 역 일대는 경상북도 포항시 기계면 일대와 함께 새마을 운동의 발상지로 알려져 있다. 당시 대통령 박정희가 전용 열차를 타고 신거역 즈음을 지나가다가, 열차를 세워서 내렸다는 이야기가 전해진다. 역사에는 3102호로 번호가 바뀌어 있는 디젤 기관차 7129호와 대통령 전용 객차 복제품이 전시되고 있다. 객차의 진품은 경기도 의왕시 철도박물관에 있다.